# توماس لي (محامي)
توماس لي (بالإنجليزية: Thomas Lee)‏ هو قاضي ومحامي أمريكي، ولد في 1 ديسمبر 1769، وتوفي في 24 أكتوبر 1839.